# Ngozi Okonjo-Iweala
Ngozi Okonjo-Iweala, född 13 juni 1954 i Ogwashi-Ukwu i Delta, är en nigeriansk ekonom och politiker. Hon har varit finansminister i Nigeria i två omgångar, första gången 2003–2006 och andra gången 2011–2015, samt utrikesminister under några månader 2006. 2021 utsågs hon till generaldirektör för Världshandelsorganisationen (WTO).

## Biografi
Ngozi Okonjo-Iweala är dotter till nationalekonomen och kungen av Ogwashi-Ukwu, Chukwuka Okonjo. Hon studerade ekonomi 1973–1976 på Harvard University i Cambridge i Massachusetts i USA och doktorerade 1981 i ekonomi på Massachusetts Institute of Technology (MIT) på samma ort på avhandlingen Credit policy, rural financial markets, and Nigeria's agricultural development. Hon har under många år arbetat inom Världsbanken som utvecklingsekonom, varav senast på posten som Managing Director 2007–2011. År 2012 var Nogzi Okonjo-Iweala kandidat till chefsposten för Världsbanken i konkurrens med Jim Yong Kim
År 2016 blev hon ordförande i styrelsen för den internationella, Genève-baserade vaccinorganisationen Gavi, the Vaccine Alliance.
I juni 2020 nominerade Nigeria henne till posten som generaldirektör för Världshandelsorganisationen (WTO). I oktober 2020 stod hon inför det slutliga avgörandet mot Yoo Myung-hee från Sydkorea. Hon utsågs till generaldirektör den 15 februari 2021 och hennes mandatperiod inleds 1 mars. Okonjo-Iweala är den första kvinnan och den första afrikanen på posten.

## Utmärkelser i urval
- 2004 Times European Heroes Award[14]
- 2010 Bishop John T. Walker Distinguished Humanitarian Service Award

## Privatliv
Ngozi Okonjo-Iweala är gift med neurokirurgen Ikemba Iweala och har fyra barn. Den äldste sonen utexaminerades från Harvard Medical School 2010. En annan son, Uzodinma Iweala, är författare av den kritikerrosade romanen Beasts of No Nation (2005). Ngozi Okonjo-Iweala blev 2019 också amerikansk medborgare.